# Kostel svatého Kosmy a Damiána (Sedliacka Dubová)
Kostel svatého Kosmy a Damiána je zřícenina původně římskokatolického kostela nacházející se v katastru obce Sedliacka Dubová v okrese Dolný Kubín.

## Poloha
Zříceniny kostela se nacházejí 5–10 min. pěšky nad obcí Sedliacka Dubová, jsou viditelné z hlavní silnice.

## Historie

### Gotický dřevěný kostel
První písemná zmínka o kostele je z roku 1397. Sedliacka Dubová byla v té době jedním z pěti církevních center Dolní Oravy a kostel sloužil pro obyvatele několika okolních vesnic. V té době se jednalo o dřevěný kostel s farou a hřbitovem v blízkosti, jeho přesná podoba však není známa. Pravděpodobně v 16. století vedle faře vznikla i škola.
Za vlády Juraje Turza se na oravských farách rozšířil protestantismus a v roce 1603 začal v kostele působit první evangelický farář.

### Renesanční přestavba

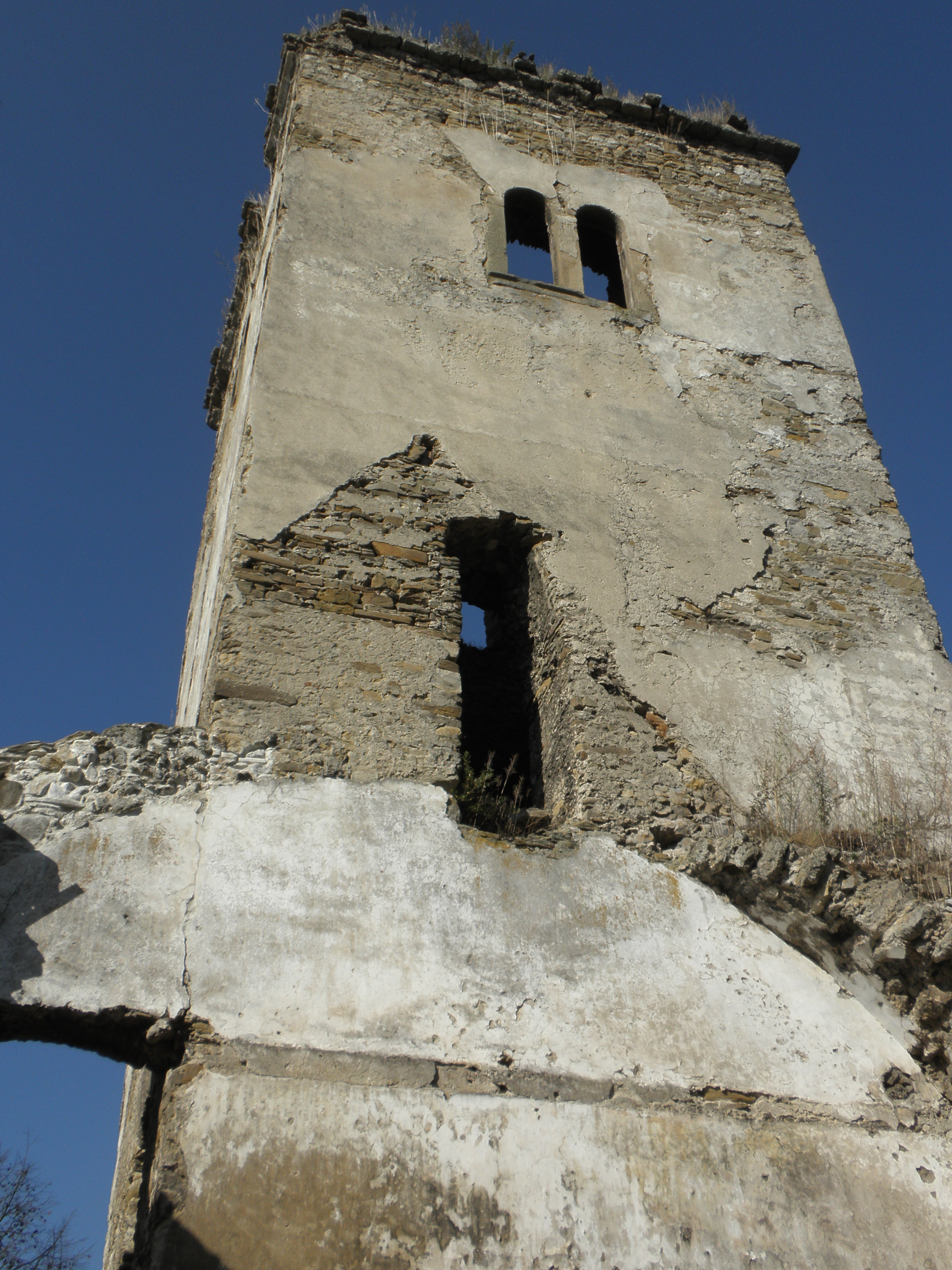
Pohled z lodi kostela na věž. Uprostřed je viditelný obrys střechy někdejší dřevěné lodě, vpravo zbytek sgrafitové výzdoby.

Mezi roky 1625 a 1642 byl kostel rekonstruován a byla postavena renesanční kamenná věž, která se zachovala dodnes. Omítka věže je zdobena charakteristickou sgrafitovou výzdobou. Loď kostela byla dřevěná. Na věži je dodnes patrný obrys střešních trámů, který svědčí o tom, že tato dřevěná loď byla o něco menší než současná kamenná loď.
Během Píkova a Tökölyho povstání byla Sedliacka Dubová vypleněna a zničena postupujícími vojsky. V té době se na faře několikrát vystřídali katoličtí a evangeličtí duchovní až do roku 1709, kdy se farnost stala katolickou.

### Barokní přestavba
V letech 1735-1754 byl kostel opět přestavěn, dřevěná loď byla nahrazena kamennou barokní lodí. Loď byla zastřešena kamennou klenbou, kterou před vlivem počasí chránila ještě dřevěná střecha. Uvnitř lodi byl dřevěný chorus, kazatelna a barokní oltář. V rámci této přestavby pravděpodobně vznikly i dvě brány v obvodové zdi kostela (dubovianská a dlžianská, vedoucí do dvou nejbližších vesnic) a dvě kaple postavené vedle dubovianské brány.
Význam kostela sv. Kosmy a Damiána však navzdory přestavbě postupně upadal. Od roku 1787 se osamostatňovaly okolní farnosti a budovaly si vlastní kostely. Samotná Sedliacka Dubová, původně postavena hlavně na úpatí vrchu Žiar, se postupem času rozšířila do údolí Oravy, dál od kostela. V průběhu 18. století se dolů do vesnice přestěhovala i škola a fara. Během přestavby kostela si místní obyvatelé zvykli chodit do provizorní dřevěné kaple ve vesnici a používali ji nadále i po ukončení přestavby, protože byla snadněji dostupná.
V 19. století se rozhodli nahradit dřevěnou kapli novým kostelem. Jelikož ve vesnici nesměly být současně dva kostely, v roce 1880 ze starého kostela na kopci strhli střechu a odnesli oltář. V letech 1880-1886 byl ve vesnici postaven nový kostel v neogotickém slohu, zasvěcený archandělu Michalovi.

## Současný stav
Jsou zachovány zdi kostela, a věže, obvodové zdi se dvěma branami, kostnice za kostelem, a zbytky dvou kaplí. Do roku 1998 byl opuštěný a pro porosty téměř nepřístupný. Projekt Dubova colonorum věnovaný záchraně památky se snaží o jeho zachování, takže v současnosti je možné ho navštívit. Na původních základech byla zrekonstruována kostnice, ostatní části se pouze konzervují a čistí.

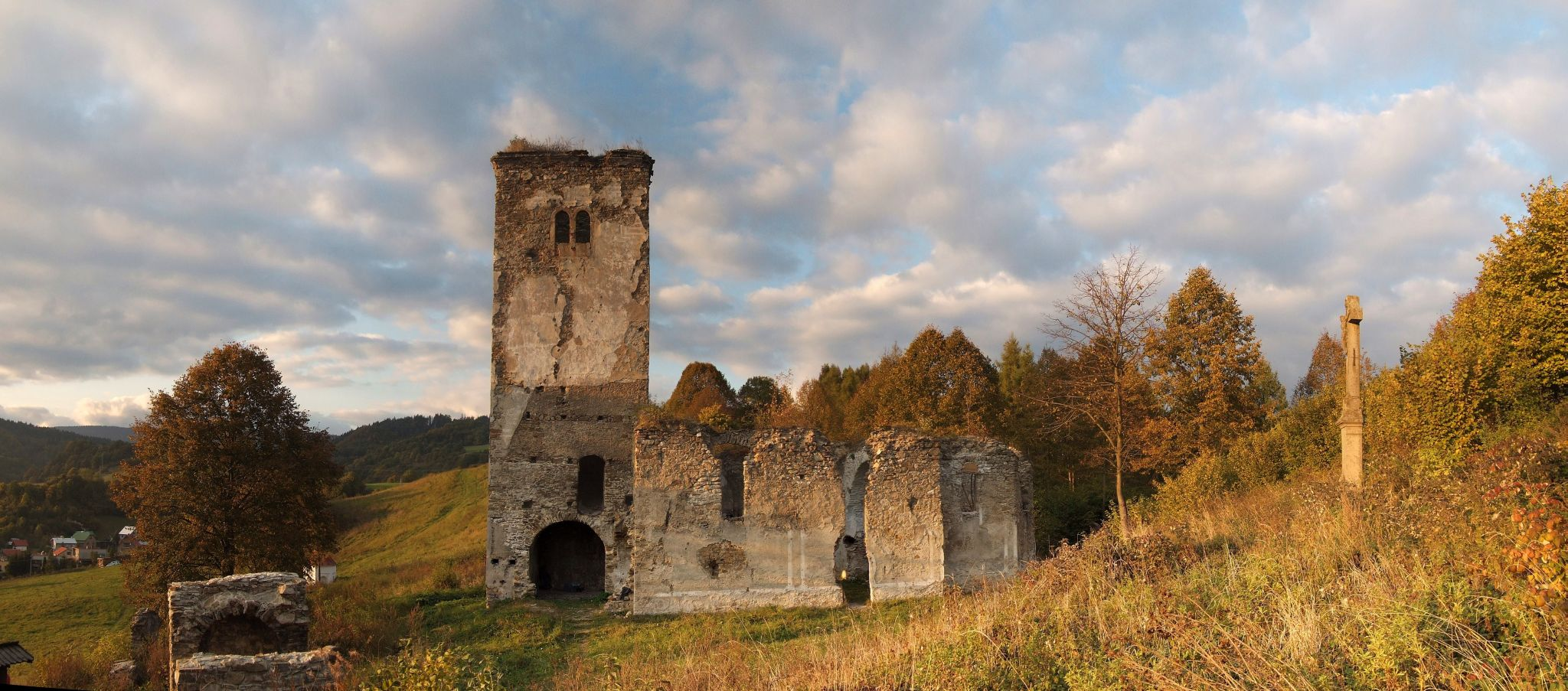